# Our Lady of Ferguson
 (septembre 2023).
Our Lady, Mother of Ferguson and All Those Killed by Gun Violence (Traduction: Notre-Dame, Mère de Ferguson et de tous ceux tués par la violence armée), ou plus simplement connue sous le nom de Our Lady of Ferguson (Traduction: Notre-Dame de Ferguson), est une icône de la Vierge à l'Enfant. Représentant la Vierge Marie comme une Vierge noire, elle a été créée en 2015 par l’iconographe Mark Doox (anciennement Mark Dukes) et commandée par le révérend Mark Francisco Bozzuti-Jones, prêtre épiscopal de l'église de la Trinité à Manhattan, après la mort par balles de Michael Brown à Ferguson, dans le Missouri. L'icône a été considérée comme un symbole contre la violence armée, en particulier envers les membres de la communauté afro-américaine.

## Histoire
L'icône de Notre-Dame de Ferguson a été créée en 2015 par Mark Dukes, un iconographe qui a écrit des icônes pour l'Église épiscopale et l'Église orthodoxe africaine et a été commandée par le révérend Mark Francisco Bozzuti-Jones, prêtre épiscopal de l'église de la Trinité, à New York,. L'icône a été peinte dans le style byzantin en utilisant de la peinture acrylique et des techniques de collage. Notre-Dame de Ferguson représente la Vierge Marie comme une Vierge noire, levant les mains. Là où se situerait son ventre, il y a une petite silhouette noire de l'Enfant Jésus, avec le Sacré-Cœur de Jésus, également avec les mains et les bras étendus, dans la ligne de mire d'un pistolet. La posture adoptée par Jésus et Marie fait référence à « Levez les mains, ne tirez pas », un slogan populaire associé à la protestation contre la brutalité policière après la mort par balles de Michael Brown à Ferguson, Missouri. La position des mains correspond également à la posture orante que l'on retrouve dans d'autres icônes chrétiennes. L'icône se concentre sur l'intercession mariale contre la brutalité policière et la violence liée aux armes à feu, en particulier envers les personnes de couleur,,.
L'icône a reçu de la publicité après que le père James Martin, prêtre jésuite américain et auteur, ait partagé une photographie de l'icône sur Facebook le 9 juin 2016,. Dans son message, Martin a écrit : « Notre-Dame prie pour tous ceux qui sont visés par la violence armée : les Afro-Américains, les pauvres et les marginalisés, et les policiers. Tous sont ses enfants. Tous sont nos frères et sœurs. Demandons à Notre-Dame de prier pour nous",.
L'icône, utilisée par les anglicans et les catholiques, a été exposée à l'église de la Trinité et à la chapelle du Gesù de l'école jésuite de théologie de l'université de Santa Clara. Il est actuellement prêté à long terme à la cathédrale Saint-Jean-le-Divin, l'église mère du diocèse épiscopal de New York.